# CA Sarmiento (La Banda)
Club Atlético Sarmiento – argentyński klub piłkarski z siedzibą w mieście La Banda, stolicy prowincji Santiago del Estero. Został założony 16 kwietnia 1909 roku i jest najstarszym klubem w tym mieście. Od 2024 roku będzie brała udział w Torneo Federal A.

## Osiągnięcia

### Regionalny
- Liga Santiagueña de Fútbol (25): (1932, 1934, 1937, 1947, 1982, 1984, 1987, 1996 (2), 1998 (2), 2002, 2003 (2), 2005 (2), 2006, 2007, 2009, 2010, 2017 (2), 2018)

### Krajowy
- Torneo del Interior: (1): (2010)
- Torneo Regional Federal Amateur (1): (2024)

## Historia
Klub Sarmiento narodził się w centralnej dzielnicy La Banda, bardzo blisko starej świątyni Santiago Apóstol, pomiędzy ulicami Pedro León Gallo, Balcarce, Garay, Moreno i Avellaneda, na pustej działce otoczonej cygańskimi namiotami, w latach 1900–1905. Na początku nosił nazwę „Klub Normalny”, gdyż jego pierwszymi członkami byli uczniowie, nauczyciele i wychowawcy Przełożonego Normalnego Escuela, „Dr. José B. Gorostiaga”.
Miało swoje korzenie w połączeniu dwóch małych klubów, które kwestionowały dominację gry w piłkę nożną w La Banda. Jeden prowadzony przez Don José María Heredia, a drugi przez Don Julio Trejo, który zmęczony walką postanowił połączyć się siłą woli. W dniu 16 kwietnia 1909 roku za wspólnym porozumieniem odbyło się zgromadzenie, na którym postanowiono założyć jeden klub. Aby ochrzcić rodzącą się instytucję, zaproponowano dwa nazwiska: byłego prezydenta Domingo Faustino Sarmiento i admirała Guillermo Browna, przy czym nazwisko tego pierwszego zwyciężyło w głosowaniu. Stamtąd klub stał się znany jako Club Atlético Sarmiento.
W piłkarskiej historii klubu Sarmiento znajdują się istotne nazwiska: Coco Gallardo, Manuel Bellido, Eberto Lencinas, Luis More, Ramón Barraza (ojciec i syn), bracia Urquiza, leworęczny Sayago, Carrillo, Moscardini, Toto Suárez , Orlando Suárez, Pepe Casares, Albarracín, Macció, Américo Santillán, Pepe Bellido, Padilla, Gringo Bobba, Jorge, Ávila, López, Carabajal, Paz, Soria, Lastra, Casares, Avallay, Alzogaray, Ledesma i łucznicy Aguirre, Leiva, Generoso, Ruiz, Cavalieri i inni. Należy zauważyć, że Zurdo Sayago i Coco Gallardo zostali wybrani do wielkiego futbolu.
W 1917 roku była to pierwsza drużyna Santiago zrzeszona w Argentyńskim Związku Piłki Nożnej (AFA).
W swojej historii klub wyróżniał się w piłce nożnej, gdzie w sumie dwudziestopięć razy zwyciężył w lidze Santiagueña Football League, będąc trzecią drużyną odnoszącą największe sukcesy w tych rozgrywkach. Na poziomie krajowym wygrał Turniej Wewnętrzny 2010 (piąta kategoria) i Federalny Turniej Regionalny Amatorów 2023-24 (czwarta kategoria).